# Jorge Zarza
Jorge Alfonso Zarza Pineda (Cuernavaca, Morelos, 22 de noviembre de 1972) es un periodista y presentador de noticias mexicano. Fue titular de la barra de noticias matutina de la cadena TV Azteca, bajo el noticiero Hechos AM.

## Carrera
Zarza obtuvo un posgrado en periodismo en la Universidad Católica de Chile y un título en Economía en la Universidad Complutense de Madrid y comenzó su carrera en el periodismo en 1990 como colaborador de El Heraldo de México. De 1990 a 1992 trabajó como lector de noticias en Radio Mil y Radio Fórmula.
En 1995 se unió como reportero de Azteca Noticias, y más tarde en 1999 fue contratado como presentador de la edición de mediodía de Hechos. Había cubierto eventos como los atentados a los trenes de Madrid en 2004, la violencia en Chiapas y el rescate de minas en Chile en 2010. Pidió al gobierno que enviara más policías contra el pueblo de Atenco durante la masacre de Atenco, ordenada por el gobernador Enrique Peña Nieto, incluso cuando la policía había matado a un niño, Javier Cortés.
Desde el 2 de mayo de 2011 y hasta el 17 de julio de 2020 fue el conductor titular del noticiero matutino Hechos AM, ya para el mes de noviembre de 2020 y hasta la actualidad, Zarza se desempeña como conductor titular de Hechos Domingo, noticiero producido por Azteca Noticias en el día ya mencionado.